# Mistrzostwa Europy w Lekkoatletyce 1946 – chód na 10 000 m mężczyzn

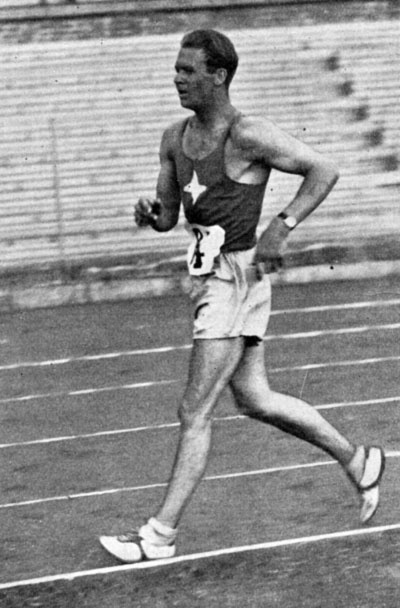
John Mikaelsson

Chód na dystansie 10 000 metrów mężczyzn był jedną z konkurencji rozgrywanych podczas III Mistrzostw Europy w Oslo. Został rozegrany na bieżni stadionu Bislett. Zwycięzcą został Szwed John Mikaelsson. W rywalizacji wzięło udział ośmiu zawodników z pięciu reprezentacji. Był to debiut tej konkurencji na mistrzostwach Europy. 

## Rekordy
| Rekord świata | Václav Balšán (CSK) | 42:31,0 | Praga, Czechosłowacja | 24.10.1945 |
| Rekord Europy | Václav Balšán (CSK) | 42:31,0 | Praga, Czechosłowacja | 24.10.1945 |

## Wyniki
| Miejsce | Zawodnik              | Czas    | Uwagi |
| ------- | --------------------- | ------- | ----- |
| 1       | John Mikaelsson       | 46:05,2 | CR    |
| 2       | Fritz Schwab          | 47:03,6 |       |
| 3       | Émile Maggi           | 48:10,4 |       |
| 4       | Louis Chevalier       | 49:37,8 |       |
| 5       | Egil Romberg Andersen | 49:48,0 |       |
| –       | Václav Balšán         | DQ      |       |
| –       | Kaare Hammer          | DQ      |       |
| –       | Werner Hardmo         | DQ      |       |